# Eopolytrichum
Eopolytrichum là một chi rêu trong họ Polytrichaceae.